# Landschaftsschutzgebiet Bödefelder Mulde (Winterberg)

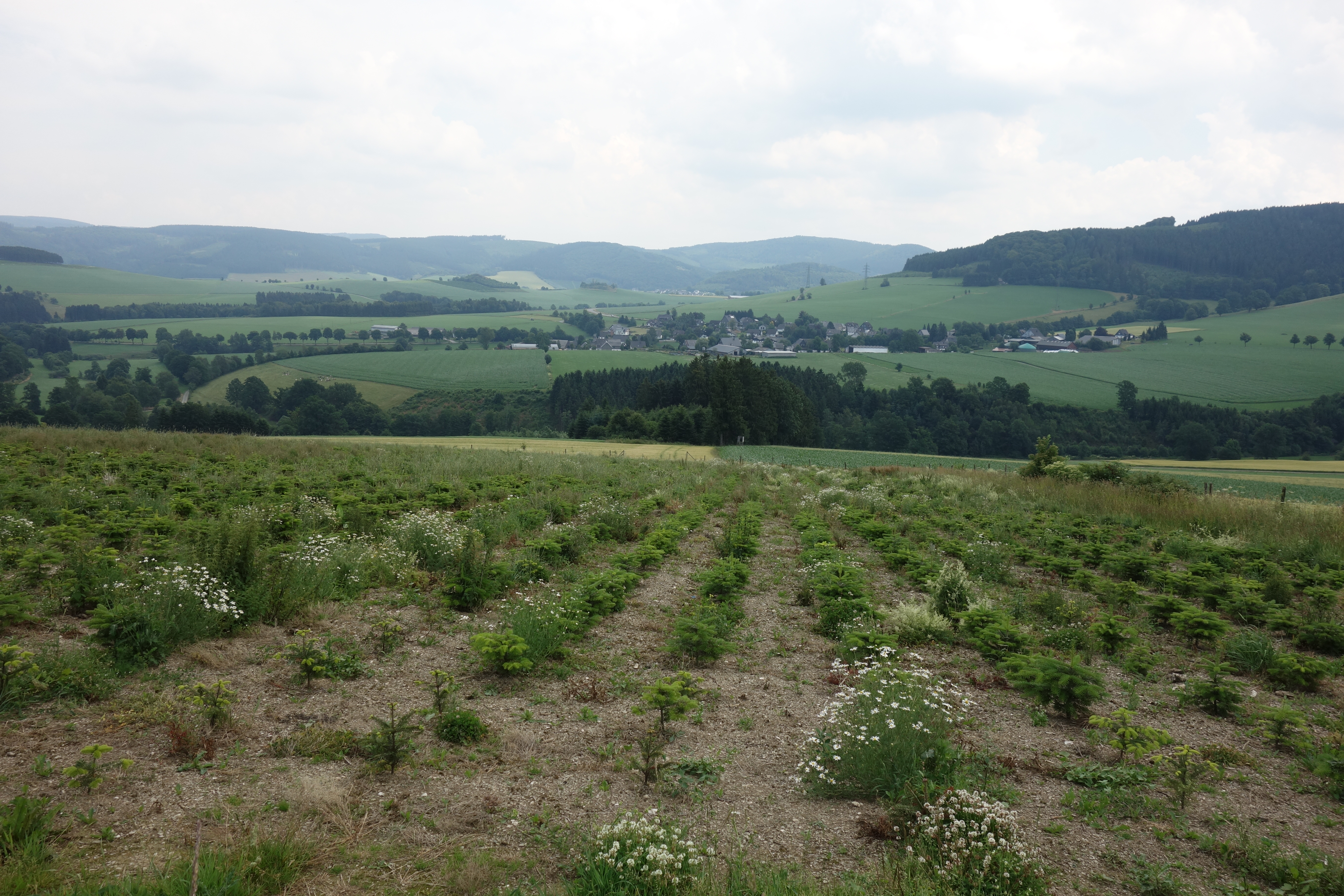
Landschaftsschutzgebiet Bödefelder Mulde mit Altenfeld

Das Landschaftsschutzgebiet Bödefelder Mulde (Winterberg) mit 454,62 ha Flächengröße liegt im Stadtgebiet von Winterberg. Das Gebiet wurde 2004 vom Kreistag des Hochsauerlandkreises mit dem Landschaftsplan Winterberg als Landschaftsschutzgebiet (LSG) ausgewiesen. Das LSG wurde als eines von sieben Landschaftsschutzgebieten vom Typ B Ortsrandlagen, Offenland- und Kulturlandschaftsschutz im Stadtgebiet von Winterberg ausgewiesen. Im Stadtgebiet gibt es auch ein LSG vom Typ A, Allgemeiner Landschaftsschutz und 13 vom Typ C, Wiesentäler, Schutz bedeutsamer Extensivgrünländer. Das LSG besteht aus 16 Teilflächen und grenzt direkt an Siedlungsrand von Altenfeld und Siedlinghausen. Das LSG grenzt im Westen an die Stadtgrenze. Das LSG umfasst die östlichen Teile des Naturraums Bödefelder Mulde. Zusätzlich sind Bereiche um Siedlinghausen einbezogen, welche nicht zum Naturraums Bödefelder Mulde gehören.

## Beschreibung
Das LSG besteht aus Offenlandbereichen mit Grünland und Äckern.

## Schutzzweck
Die Ausweisung erfolgte zur Sicherung der Vielfalt und Eigenart der Landschaft im Nahbereich der Ortslagen und der alten landwirtschaftlichen Vorranggebiete durch Offenhaltung. Ferner wegen der besonderen Bedeutung für die Erholung.

## Rechtliche Vorschriften
Wie in den anderen Landschaftsschutzgebieten im Stadtgebiet besteht im LSG ein Verbot, Bauwerke zu errichten. Vom Verbot ausgenommen sind Bauvorhaben für Gartenbaubetriebe, Land- und Forstwirtschaft. Die Untere Naturschutzbehörde kann Ausnahme-Genehmigungen für Bauten aller Art erteilen. Wie in den anderen Landschaftsschutzgebieten vom Typ B in Winterberg besteht im LSG ein Verbot der Erstaufforstung und Weihnachtsbaum-, Schmuckreisig- und Baumschul-Kulturen anzulegen.
Wie in allen Landschaftsplangebieten vom Typ B und Typ C im Stadtgebiet besteht das Gebot, das LSG durch landwirtschaftliche Nutzung oder durch Pflegemaßnahmen von einer Bewaldung freizuhalten.